# أمبيرو
بلدية أمبيرو (بالإسبانية: Ampuero)‏، هي إحدى بلديات منطقة كانتابريا, المصنفة على أنها مقاطعة أيضاً، في شمال إسبانيا.
يبلغ عدد سكانها 3.607 نسمة وفقاً لإحصائية سنة (2002).